# Eleccions presidencials dels Estats Units del 2000
L'elecció presidencial dels Estats Units del 2000 va ser la contesa entre el candidat demòcrata Al Gore, llavors vicepresident, i el candidat republicà George W. Bush, llavors governador de Texas i fill de l'expresident George H. W. Bush (1989-1993).
Bill Clinton, el president sortint, desocupava la posició de president després d'haver servit un màxim de dos períodes permesos per la Vint-i-dosena Esmena.
Bush va guanyar la renyida elecció el dimarts 7 de novembre, amb 271 vots electorals contra els 266 de Gore (amb un vot trànsfuga abstingut en el recompte oficial).
Durant les eleccions es va generar la controvèrsia sobre qui havia guanyat els 25 vots electorals de Florida (i, per tant, la Presidència).
En el sistema estatunidenc de les eleccions presidencials, el vot electoral determina el guanyador, i Bush va guanyar aquest compte, encara que Gore va rebre el major nombre de vots (l'anomenada "votació popular").

## Resultats

### Resultats nacionals
Encara que Gore va quedar en segon lloc en el vot electoral, va rebre 543.895 vots individuals més que Bush. Gore no va poder guanyar el vot popular en el seu estat natal, Tennessee, en la qual ell i el seu pare havien representat a aquest estat en el Senat. Si hagués guanyat Tennessee, hagués guanyat les eleccions sense Florida. Gore va ser el primer nominat presidencial d'un partit important a perdre el seu estat natal des que George McGovern perdés Dakota del Sud en les eleccions de 1972. A més, Nader va perdre el seu estat natal, Connecticut.
John Hagelin
| Candidat presidencial      | Partit                  | Estat natal             | Vot popular             | Vot popular             | Vot Electoral | Company de candidatura | Estat natal del company | Vot electoral RM |
| Candidat presidencial      | Partit                  | Estat natal             | Recompte                | Pct                     | Vot Electoral | Company de candidatura | Estat natal del company | Vot electoral RM |
| -------------------------- | ----------------------- | ----------------------- | ----------------------- | ----------------------- | ------------- | ---------------------- | ----------------------- | ---------------- |
| George W. Bush             | Republicà               | Texas                   | 50,456,002              | 47.9 %                  | 271           | Dick Cheney            | Wyoming                 | 271              |
| Al Gore                    | Demòcrata               | Tennessee               | 50,999,897              | 48.4 %                  | 266           | Joe Lieberman          | Connecticut             | 266              |
| (abstenció) (a)            | —                       | —                       | —                       | —                       | 1             | (abstenció) (a)        | —                       | 1                |
| Ralph Nader                | Verd                    | Connecticut             | 2,882,955               | 2.7 %                   | 0             | Winona LaDuke          | Minnesota               | 0                |
| Pat Buchanan               | De la Reforma           | Virginia                | 448,895                 | 0.4 %                   | 0             | Ezola B. Foster        | Califòrnia              | 0                |
| Harry Browne               | Llibertari              | Tennessee               | 384,431                 | 0.4 %                   | 0             | Art Olivier            | Califòrnia              | 0                |
| Howard Phillips            | De la Constitució       | Virginia                | 98,020                  | 0.1 %                   | 0             | Curtis Frazier         | Missouri                | 0                |
| Llei Natural/De la Reforma | Iowa                    | 83,714                  | 0.1 %                   | 0                       | Nat Goldhaber | Califòrnia             | 0                       |                  |
| Un altre(b)                | Un altre(b)             | Un altre(b)             | 51,186                  | 0.1 %                   | –             | Un altre(b)            | Un altre(b)             | –                |
| Total                      | Total                   | Total                   | 105,405,100             | 100 %                   | 538           |                        |                         | 538              |
| Necessitats per guanyar    | Necessitats per guanyar | Necessitats per guanyar | Necessitats per guanyar | Necessitats per guanyar | 270           |                        |                         | 270              |

Font (Vot popular i electoral): Federal Comissió de les Eleccions Federals i Resum del vot popular
(a) Una electora trànsfuga del Districte de Columbia, Barbara Lett-Simmons, es va abstenir a votar en protesta de la falta de representació de votació del districte al Congrés dels Estats Units. (D. C. té un delegat que no vota al Congrés) encara que se suposava que ella hauria votat per Gore/Lieberman.
(b) Candidats que van obtenir menys de 1/2000 del total del vot electoral.

Encara que Guam no té vots en el col·legi electoral, ells tenen enquestes preferencials per als seus candidats des de 1980. El 2000, els resultats van ser: Bush 18.075 (51.6 %), Gore 16.549 (47.2 %), i Browne 420 (1.2 %).

### Resultats per estat
Vots populars obtinguts pels 2 principals candidats en cada estat.
| Estats/districtes guanyats per Bush/Cheney       |
| Estats/districtes guanyats per Al Gore/Lieberman |

Les projeccions estan basades en la cobertura televisiva. En negreta és la candidatura amb major nombre de vots obtinguts.
| Estat             | Bush      | Al Gore   | Nader   |
| ----------------- | --------- | --------- | ------- |
| Alabama           | 941,173   | 692,611   | 18,323  |
| Alaska            | 167,398   | 79,004    | 28,747  |
| Arizona           | 781,652   | 685,341   | 45,645  |
| Arkansas          | 472,940   | 422,768   | 13,421  |
| Califòrnia        | 4,567,429 | 5,861,203 | 418,707 |
| Colorado          | 883,748   | 738,227   | 91,434  |
| Connecticut       | 561,094   | 816,015   | 64,452  |
| Delaware          | 137,288   | 180,068   | 8,307   |
| D. de C.          | 18,073    | 171,923   | 10,576  |
| Florida           | 2,912,790 | 2,912,253 | 97,488  |
| Geòrgia           | 1,419,720 | 1,116,230 |         |
| Hawái             | 137,845   | 205,286   | 21,623  |
| Idaho             | 336,937   | 138,637   | 12,292  |
| Illinois          | 2,019,421 | 2,589,026 | 103,759 |
| Indiana           | 1,245,836 | 901,980   |         |
| Iowa              | 634,373   | 638,517   | 29,374  |
| Kansas            | 622,332   | 399,276   | 36,086  |
| Kentucky          | 872,520   | 638,923   | 23,118  |
| Lusiana           | 927,871   | 792,344   | 20,473  |
| Maine             | 286,616   | 319,951   | 37,127  |
| Maryland          | 770,911   | 1,093,344 | 51,078  |
| Massachusetts     | 878,502   | 1,616,487 | 173,564 |
| Míchigan          | 1,953,139 | 2,170,418 | 84,165  |
| Minnesota         | 1,109,659 | 1,168,266 | 126,696 |
| Mississipi        | 558,884   | 392,587   | 7,904   |
| Missouri          | 1,189,924 | 1,111,138 | 38,515  |
| Montana           | 240,178   | 137,126   | 24,437  |
| Nebraska          | 433,862   | 231,780   | 24,540  |
| Nevada            | 301,575   | 279,978   | 15,008  |
| Nova Hampshire    | 273,559   | 266,348   | 22,188  |
| Nova Jersey       | 1,284,173 | 1,788,850 | 94,554  |
| Nova Mèxic        | 286,417   | 286,783   | 21,251  |
| Nova York         | 2,258,577 | 3,942,215 | 244,030 |
| Carolina del Nord | 1,631,163 | 1,257,692 |         |
| Dakota del Nord   | 174,852   | 95,284    | 7,288   |
| Ohio              | 2,350,363 | 2,183,628 | 117,799 |
| Oklahoma          | 744,337   | 474,276   |         |
| Oregon            | 713,577   | 720,342   | 77,357  |
| Pennsilvània      | 2,281,127 | 2,485,967 | 103,392 |
| Rhode Island      | 130,555   | 249,508   | 25,052  |

#### Estats renyits
Els estats renyits estan llistats a baix.
Estats on el marge de victòria va ser menys del 5%:
1. Florida, 0.0092 %, 25 vots electorals
2. Nou Mèxic, 0.06 %, 5 vots electorals
3. Wisconsin, 0.22 %, 11 vots electorals
4. Iowa, 0.31 %, 7 vots electorals
5. Oregon, 0.44 %, 7 vots electorals
6. Nova Hampshire, 1.27 %, 4 vots electorals
7. Minnesota, 2.40 %, 10 vots electorals
8. Missouri, 3.34 %, 11 vots electorals
9. Ohio, 3.51 %, 21 vots electorals
10. Nevada, 3.55 %, 4 vots electorals
11. Tennessee, 3.86 %, 11 vots electorals
12. Pennsilvània, 4.17 %, 23 vots electorals

(139 vots del col·legi electoral van ser decidits per 5 punts percentuals o menys)
Estats on el marge de victòria va ser més del 5 % però menys del 10 %:
1. Maine, 5.12 %, 4 vots electorals
2. Míchigan, 5.13 %, 18 vots electorals
3. Washington, 5.57 %, 11 vots electorals
4. Arkansas, 5.45 %, 6 vots electorals
5. Arizona, 6.28 %, 8 vots electorals
6. Virgínia Occidental, 6.33 %, 5 vots electorals
7. Louisiana, 7.67 %, 9 vots electorals
8. Virgínia, 8.03 %, 13 vots electorals
9. Colorado, 8.36 %, 8 vots electorals
10. Vermont, 9.93 %, 3 vots electorals

(224 vots del col·legi electoral van ser decidits per 10 punts percentuals o menys)